# Janina Orynżyna
Janina Orynżyna, właśc. Oryng z d. Jankowska (ur. 24 czerwca 1893 w Wilnie, zm. 3 lutego 1986 w Kutnie) – polska badaczka, znawczyni i propagatorka rzemiosła oraz sztuki ludowej, rzeczoznawczyni i naczelniczka Wydziału Ludowej Wytwórczości Artystycznej w CPLiA.

## Życiorys

### Rodzina
Urodziła się w rodzinie inteligenckiej. Jej rodzicami byli Jan i Kazimiera z d. Adamkiewicz (lub Adamkowicz). Miała czworo rodzeństwa: trzy siostry i brata, Jerzego (1887–1941) – poetę. Jedna z jej sióstr – Helena – była aktorką i pierwszą żoną Kazimierza Junoszy-Stępowskiego. Zmarła przedwcześnie na zawał serca w wieku 25 lat. Siostra Irena Lachowicz była artystką.
W 1917 w kościele rzymskokatolickim w Twerze Janina Jankowska wyszła za mąż za Wacława Orynga. Dekadę później małżonkowie rozstali się. Oryng podjął decyzję o przeprowadzce do Szwajcarii. Nie mieli dzieci.

### Młodość
Ukończyła ośmioklasowe gimnazjum w Wilnie. W młodości uczyła się malarstwa. Skończyła kurs podstawowy języka francuskiego i angielskiego na uniwersytecie w Lozannie. Studia przerwał wybuch I wojny światowej. W 1915 z rodzicami wyjechał do Tweru. Tam, w państwowym gimnazjum żeńskim, uczyła języków obcych. W 1919 wraz z mężem przeprowadziła się do Warszawy. Pracowała jako nauczycielka języków w gimnazjum żeńskim na Pradze.

### Praca zawodowa
Jednym z jej pierwszych pól zainteresowań było rękodzieło, nazywane wówczas „przemysłem ludowym”. Z W 1920 z jej inicjatywy w Ministerstwie Przemysłu i Handlu powstał pierwszy referat ludowego przemysłu zdobniczego. Jako kierowniczka jednostki zajmowała się wspieraniem twórców i twórczyń ludowych m.in. ze wsparciem Komisji Międzyministerialnej do Spraw Przemysłu Ludowego. Współpracowała z organizacjami wspierającymi ochronę i rozwój rękodzieła wiejskiego, np. z Radą Bazarów Przemysłu Ludowego. Wspierała działalność Towarzystwa Badania Chałupnictwa i Towarzystwa Przyjaciół Huculszczyzny. Współpracowała z Towarzystwem Popierania Przemysłu Ludowego. W 1926 miała wkład w powstanie Spółdzielni Artystów Plastyków „Ład”.
W czasie okupacji niemieckiej przebywała w Warszawie. Wykonywała prace ręczne i uczyła języków obcych. Po upadku powstania warszawskiego wyjechała do Częstochowy. Uczyła języka angielskiego w Państwowym Gimnazjum im. R. Traugutta. Namówiona przez ceramiczkę Wandę Szrajberównę, zaangażowała się w pracę wychowawczą i artystyczną w tajnym ośrodku szkolnym prowadzonym w klasztorze sióstr zmartwychwstanek w Częstochowie. Uczestniczyła w produkcji dewocjonaliów w Fabryce Wyrobów Ceramicznych „Czyn” w Częstochowie. Kopiowała, rysowała i robiła ilustracje m.in. do życiorysu św. Małgorzaty Marii Alacoque, św. Pawła oraz do szopki bożonarodzeniowej. Ceniono ją jako rzeczoznawczynię, nazywano Panią Wiz lub Panią Wizytatorką. W tym czasie zaczęła badać twórczością dewocyjną rzemieślników z Częstochowy, szczególnie wyrobami nawiązującymi do dawnych tradycji malarskich. W 1946 współorganizowała Częstochowską Wystawę Sztuki Regionalnej w Muzeum Regionalnym w Częstochowie. Była jedną z autorek koncepcji wystawy i główną jej kuratorką.
Od lipca 1946 do czerwca 1948 pracowała w Centralnym Instytucie Kultury przy Ministerstwie Kultury i Sztuki w Warszawie. Najpierw była naczelniczką działu sztuki ludowej, a potem rzeczoznawczynią ds. sztuki ludowej. Zorganizowała w tym czasie wiele wyjazdów badawczych, do pracowni kostiumologicznej kupiła stroje ludowe, które pokazywano na ekspozycji w MKiS, zorganizowała konferencję, która opracowała program opieki nad sztuką ludową, zapoczątkowała prowadzenie podręcznej kartoteki zagadnień sztuki ludowej. W Olsztyńskiem zainicjowała powstanie eksperymentalnego ośrodka wytwórczego tkanin ludowych.
W lipcu 1949 została kierowniczką referatu informacji i propagandy w komisji organizacyjnej Spółdzielczo-Państwowej Centrali Przemysłu Ludowego i Artystycznego. W październiku 1951 zatrudniono ją jako rzeczoznawczynię ds. sztuki ludowej w dziale nadzoru artystycznego CPLiA. W 1957 została naczelniczką Wydziału Artystycznej Wytwórczości Ludowej. W kolejnym roku objęła funkcję zastępczyni naczelnika tego wydziału ds. popularyzacji sztuki ludowej. Przy jej pomocy w 1958 powołano Wydział Artystycznej Twórczości Ludowej, który miał się zająć porządkowaniem sztuki ludowej. Jej zasługą jest opracowanie koncepcji regionalnych izb twórczych. Wizytowała ośrodki kultury ludowej, m.in. spółdzielnię hafciarską Kurpi Białych w Gładczynie.

### Ostatnie lata życia
Pracę zawodową zakończyła w 1966. Od 1970 była członkinią honorową Polskiego Towarzystwa Ludoznawczego.
Na emeryturze zajęła się działalnością artystyczną (malowała i rysowała), zachęcona przez zmartwychwstanki z Częstochowy. W 1985 w  „Cepelii” w Warszawie urządzono jej wystawę pt. Malarstwo 90-latki. Wydano katalog wystawy.
Ostatnie trzy lata życia była unieruchomiona z powodu wypadku. Zmarła w miejscowym Domu Opieki prowadzonym przez albertynki, w którym mieszkała od 1984.
Aleksander Jackowski nazwał ją „ostatnią spośród wielkich działaczek zajmujących się sztuką ludową”, zaś S. Stroiński, prezes zarządu Związku Spółdzielni Przemysłu Ludowego i Artystycznego CPLiA, wnioskując o nadanie jej kolejnego odznaczenia, stwierdził, że odznaczała się Ona wielkim zamiłowaniem do sprawy, którą pokochała i której poświęciła całe życie – do sztuki ludowej.

## Odznaczenia i nagrody
W 1938 otrzymała Złoty Krzyż Zasługi za osiągnięcia w pracy nad ochroną wytwórczości ludowej. W 1954 dostała Srebrny Krzyż Zasługi oraz Odznakę „Zasłużony Działacz Spółdzielczy”.
W 1974 została laureatką Nagrody im. Oskara Kolberga w kategorii „Działalność naukowa, dokumentacyjna, animacja i upowszechnianie kultury ludowej”.

## Twórczość
Była korespondentką redakcji wileńskiego pisma artystycznego „Południe”. W międzywojniu w prasie codziennej i tygodnikach publikowała artykuły na temat folkloru i jego znaczenia dla kultury narodowej.
W latach okupacji niemieckiej pisała książkę Swojszczyzna w odbudowie. Określiła ją jako marzenia o regionalnej zabudowie wsi, renesansie stroju ludowego i obrzędu, zwłaszcza w wielkich widowiskach ulicznych, oraz rozwoju sztuki ludowej. Pracę nad książką kontynuowała po wojnie. W 1946 w Bibliotece Miejskiej w Częstochowie zaprezentowała referat pt. Swojszczyzna w odbudowie.
Napisała książki poświęcone rzemiosłu i sztuce ludowej. Przyznała, że jej Przemysł Ludowy w Polsce to pierwsza próba syntetycznego przedstawienia tradycyjnych rękodzieł ludowych w wielostronnym ujęciu etnograficznym, gospodarczym i artystycznym. M.in. w „Polskiej Sztuce Ludowej” publikowała teksty popularyzujące wartość tradycyjnej sztuki wiejskiej. Pisała też pośmiertne wspomnienia etnografów i etnografek. Publikowała w specjalistycznych czasopismach krajowych i zagranicznych („Journal de Genève”) i polskich, pisała scenariusze wystaw, przyczyniając się do popularyzacji polskiej sztuki ludowej w Polsce i za granicą. Jej teksty można było znaleźć w „Kamenie”, „Barwach”, „Literaturze Ludowej”.
Czasem występowała pod dwoma nazwiskami: Jankowska-Orynżyna.
Jej pamiętnik czeka na opracowanie.

### Książki
- Zarys przemysłu ludowego w Polsce, Warszawa 1925
- Przemysł ludowy w województwach: wileńskim, nowogrodzkim, poleskim i wołyńskim, Warszawa 1927
- Przemysł ludowy w Polsce, Warszawa 1937[2]
- Ceramika ludowa i artystyczna – katalog wraz z cennikiem ceramiki ludowej i artystycznej produkowanej przez Spółdzielnie Przemysłu Ludowego i Artystycznego[2]
- O sztukę ludową. Pamiętnik pracy, Warszawa 1965

### Redakcja książek
- Ludowy przemysł zdobniczy w Polsce. Katalog wyrobów znajdujących się w bazarach przemysłu ludowego, Warszawa [po 1930] (równocześnie w niemieckiej, francuskiej i angielskiej wersji językowej)[2]
- Piękno użyteczne. Ćwierćwiecze Cepelii, Warszawa 1967 (w tym rozdziały jej autorstwa: Rys historyczny, Wzornictwo i wytwórczość, Spółdzielnie i placówki handlowe)[2]

### Współautorstwo książek
- Warmia i Mazury w tkaninie Barbary Hulanickiej (z Władysławem Ogrodzińskim), Olsztyn 1967

### Artykuły
- Dewocjonalia częstochowskie, „Polska Sztuka Ludowa”, 30 (1976), nr 2, s. 115–120.
- Miejsce sztuki ludowej w życiu współczesnym, „Polska Sztuka Ludowa”, 13 (1959), nr 4, s. 208–212.
- Zagadnienia ceramiki ludowej, [w:] I Ogólnopolska Wystawa Ceramiki i Szkła Artystycznego. Katalog wystawy, Muzeum Śląskie we Wrocławiu, Wrocław 1954.
- Żywotki, purpurki, błękicie... Zagadnienia stroju ludowego, „Przemysł Ludowy i Artystyczny”, 1956, nr 4, s. 2–15.